# 왕건조
왕건조(王建肇, ? ~ ?)는 당나라 말기의 군벌로, 887년부터 888년까지 형남도(荊南道, 본부는 지금의 호북성 형주시에 있었다)를, 그 뒤로는 왕건에게 항복하는 896년까지 검중도 및 그 후신인 무태군(武泰軍, 본부는 지금의 중경시에 있었다)을 통제하였다.

## 생애

### 가세(家世) 및형남도를통제하다
왕건조의 가세(家世)에 관해서는 전혀 알 수 없으며, 이십사사 중 어떤 정사에도 그의 열전이 없다. 광계 3년(887년), 당시 그는 산남동도(山南東道, 본부는 지금의 호북성 양양시에 있었다)유후(留後)를 자칭하며 군벌 봉국군(奉國軍, 본부는 지금의 하남성 주마점시에 있었다)절도사 진종권에게 충성을 다하던 조덕인의 휘하 장수로 있었다. 이것이 정사에서 그를 최초로 언급한 기록이다. 원래 당나라의 장군이었던 진종권은 이 시점에서는 이미 당 희종을 배반하고 봉국군의 군부인 채주에서 황제를 자칭하고 있었다. 그해 12월 25일(888년 2월 10일), 조덕인은 형남도를 공격하여 함락시키고 절도사 장괴를 죽였다. 뒤이어 그는 당시 비장(裨將)이었던 왕건조를 형남도의 군부 강릉부에 남겨 성을 지키게 하고 그곳을 떠났다. 이때 강릉부에는 전후 겨우 수백 가구만이 남아 있었다고 한다.
문덕 원년(888년) 4월, 당나라의 귀주(歸州)자사 곽우(원래 이름은 성예였으나, 살인사건으로 망명하여 개명하였다)가 형남도를 공격하여 왕건조를 몰아내니, 왕건조는 검주로 도망갔다. 이 시기를 전후로 하여 왕건조는 당나라 조정에 투항한 것으로 보인다. 같은 달에 조정에서는 곽우를 형남절도사에, 왕건조를 검중도관찰사에 각각 임명하였다.
대순 원년(890년), 검중도관찰사는 절도사로 승격되어 조정으로부터 무태군(武泰軍)의 군액(軍額)을 하사받았다. 왕건조는 무태군절도사로 승진·유임되었다.

### 무태군절도사로서
왕건조가 무태군을 통치하였다는 기록도 드물어, 그 통치에 관해서는 전혀 알려진 바 없다. 건녕 3년(896년) 5월, 이미 곽우에서 원래 성명으로 되돌려 바꾼 성예는 그의 장수 허존과 함께 장강을 따라 서쪽으로 진군하여 왕건조의 영토를 공략하고 장강 기슭의 주·현들을 모두 점령하였다. 이에 저항하지 못한 왕건조가 검주로 달아나자, 성예의 장수 조무(趙武)가 허존 등을 이끌고 왕건조를 공격하니, 왕건조는 검주를 버리고 패잔병들을 수습하여 풍도로 철수하여 그곳을 지켰다. 이어 허존은 군대를 이끌고 서쪽으로 진격하여 무태군 관하의 유(渝)·부(涪) 2주(모두 지금의 중경시내에 있었다)를 점령하였다.
그 해 5월 10일(896년 6월 24일)에 검주를 점령한 성예는 조무를 무태군 유후에, 허존을 만주자사에 임명하였다. 그러나 허존은 성예에게 의심을 받아 성예가 보낸 장병들에게 습격당하자, 성을 버리고 왕건조가 있던 풍도로 도망쳤다. 이후 조무의 잦은 공격으로 풍도를 지킬 수 없게 된 왕건조는 허존과 함께 검남서천절도사 왕건에게 투항하였다. 이것이 정사에서의 왕건조에 대한 마지막 기록으로, 이후 그가 왕건의 휘하에서 작전에 참여했는지 여부는 알 수 없으며, 그가 언제 죽었는지에 대한 기록조차 없다.

### 내용주
1. ↑  왕건조가 당나라 조정에 투항하여 무태군절도사에 임명된 시기는 기록마다 다르다. 《자치통감》에서는 오랜 세월이 지난 뒤라고만 하고 구체적인 시기를 언급하고 있지 않지만,[1] 호삼성은 왕건조가 문덕 원년(888년)에 검중도관찰사 직을 얻었다고 주석을 달았고,[16] 엄연(嚴衍)도 888년 중에 조정에서 곽우를 형남절도사에 임명함과 동시기에 왕건조를 무태군절도사에 임명하였다고 명시하는 한편[17] 호삼성의 주석을 따랐다.[18] 한편, 오정섭(吳廷燮)은 890년에 검중도관찰사가 절도사로 승격되어 무태군(武泰軍)의 군액(軍額)을 하사받은 것으로 보아, 왕건조가 당나라 조정에 투항하여 절도사에 임명된 시기를 890년으로 추정하였다.[19] 욱현호(郁賢皓)는 건녕 2년(895년)에 임명된 것으로 비정하였으며,[20] 《신당서》 권190의 성예의 열전에서도 왕건조가 그 해(895년) 무렵에 당시의 황제였던 당 소종으로부터 무태군절도사에 임명되었다고 한다.[11] 그러나 호삼성과 엄연이 왕건조는 곽우가 형남절도사에 임명됨과 동시에 무태군절도사에 임명되었다고 명시하였으므로, 그 시기는 888년 중에 해당한다. 《신당서》의 권69의 방진표(方鎭表) 제6에 의하면, 이 당시 무태군의 명칭은 검중도관찰사였으며, 검중도는 대순 원년(890년)에 관찰사에서 절도사로 승격되어 무태군의 군액을 하사받았다[21](단, 《자치통감》 및 호삼성의 주석과 엄연의 《자치통감보》는 이를 언급하지 않았다.) 현대 중국(중화민국)의 역사가이자 작가인 백양(柏楊)은 왕건조가 888년 4월에 검중도관찰사에 임명되었다가 890년에 검중도관찰사가 무태군절도사로 승격되면서 절도사에 승진·유임된 것으로 보고, 그가 당나라 조정에 투항하여 임기를 시작한 시기를 888년 4월 중에 있었던 일로 비정하였다.[22] 이상의 기록들을 종합해 보면, 왕건조는 그 해(888년) 중에 당나라 조정에 투항하여 조정으로부터 검중도관찰사에 임명되었다가 2년 후인 890년에 검중도관찰사가 무태군절도사로 승격되면서 절도사로 승진함과 동시에 유임된 것이 된다. 이에 따라 본 문서에서는 호삼성의 주석과 《자치통감보》의 기록이 시기상 가장 일치하는 것으로 보고, 《신당서》 방진표 및 《백양판 자치통감》의 기록을 추가로 반영하여 해당 시기를 888년 4월 중에 있었던 일(절도사의 전신인 관찰사까지 소급하여 포함)로 기술한다.
2. ↑  《신오대사》의 권63 전촉세가(世家)에는 검남(黔南)절도사 왕조(王肇)로 기록되어 있다.[27] 진원(陳垣)은 전촉의 황제가 된 왕건의 휘를 피하여 왕건조의 이름에서 '건' 자를 지워 '왕조'라고만 표기한 것이라고 주장하였다.[28]

### 참조주
1. 1 2 3 4 5 6 7 8  사마광, 《자치통감》, 권257 당기(唐紀) 제73
2. 1 2 3 4 5 6 7  호삼성, 《자치통감음주》, 권257 당기(唐紀) 제73 희종(이하 《자치통감음주》·《자치통감보》는 희종) 하-하
3. 1 2  엄연(嚴衍), 《자치통감보(資治通鑑補)》, 권257 당기(唐紀) 제73 희종 하-하 中 광계 3년(887, 정미), 사보루(思補樓) 교정인쇄본 《자치통감보》(135), 81-82/97페이지.
4. 1 2 3 4  《백양판 자치통감 (62) 낭호곡》, 140쪽. [887년 (정미)].
5. 1 2  사마광, 《자치통감》, 권256 당기(唐紀) 제72
6. 1 2  호삼성, 《자치통감음주》, 권256 당기(唐紀) 제72 희종 혜성공정효황제(惠聖恭定孝皇帝) 하-중
7. 1 2  중앙연구원 음양력 변환기
8. ↑  엄연(嚴衍), 《자치통감보(資治通鑑補)》, 권257 당기(唐紀) 제73 희종 하-하 中 광계 3년(887, 무신), 사보루(思補樓) 교정인쇄본 《자치통감보》(135), 81/97페이지.
9. 1 2 3  구양수 외, 《신당서》, 권186 열전 제111 주·왕·등·진·제·조·2양·고(周王鄧陳齊趙二楊顧) 中 조덕인
10. ↑  엄연(嚴衍), 《자치통감보(資治通鑑補)》, 권257 당기(唐紀) 제73 희종 하-하 中 광계 3년(887, 정미), 사보루(思補樓) 교정인쇄본 《자치통감보》(135), 82/97페이지.
11. 1 2 3 4  구양수 외, 《신당서》, 권190 열전 제115 3유·성·두·종·장·왕(三劉成杜鍾張王) 中 성예
12. ↑  엄연(嚴衍), 《자치통감보(資治通鑑補)》, 권257 당기(唐紀) 제73 희종 하-하 中 광계 원년(885, 을사), 사보루(思補樓) 교정인쇄본 《자치통감보》(135), 14/97페이지.
13. ↑  《백양판 자치통감 (62) 낭호곡》, 76쪽. [885년 (을사)].
14. ↑  엄연(嚴衍), 《자치통감보(資治通鑑補)》, 권257 당기(唐紀) 제73 희종 하-하 中 문덕 원년(888, 무신), 사보루(思補樓) 교정인쇄본 《자치통감보》(135), 89-90/97페이지.
15. ↑  《백양판 자치통감 (62) 낭호곡》, 150쪽. [888년 (무신)].
16. 1 2 3  호삼성, 《자치통감음주》, 권260 당기(唐紀) 제76 소종 성목경문효황제(聖穆景文孝皇帝) (이하 《자치통감음주》·《자치통감보》는 소종) 상-하
17. 1 2 3  엄연(嚴衍), 《자치통감보(資治通鑑補)》, 권257 당기(唐紀) 제73 희종 하-하 中 광계 3년(888, 무신), 사보루(思補樓) 교정인쇄본 《자치통감보》(135), 90/97페이지.
18. 1 2 3  엄연(嚴衍), 《자치통감보(資治通鑑補)》, 권260 당기(唐紀) 제76 소종 상-하 中 건녕 3년(896, 병진), 사보루(思補樓) 교정인쇄본 《자치통감보》(137), 34/85페이지.
19. ↑  오정섭 1980, 952쪽.
20. ↑  욱현호 2000, 2534–2535쪽.
21. 1 2  구양수 외, 《신당서》, 권69 표(表) 제9 방진(方鎭) 6
22. 1 2 3 4  《백양판 자치통감 (64) 대암흑》, 170-171쪽. 부록[당 왕조 절도사 (하)].
23. 1 2 3  《백양판 자치통감 (62) 낭호곡》, 151쪽. [888년 (무신)].
24. 1 2  오임신(吳任臣), 《십국춘추》, 권35 전촉1 고조본기(高祖本紀) 상
25. 1 2  사마광, 《자치통감》, 권260 당기(唐紀) 제76
26. 1 2  《백양판 자치통감 (64) 대암흑》, 5쪽. [896년 (병진)].
27. ↑  구양수, 《신오대사》, 권63 세가(世家) 제3 전촉
28. ↑  진원(陳垣), 《사휘거례(史諱舉例)》, 권2 피휘(避諱)의 종류 中 제6 휘(諱)를 피하여 개명한 사례
29. ↑  구양수 외, 《신당서》, 권10 본기 제10 中 소종

## 참고 문헌
- 백양(柏楊, 1920년 ~ 2008년), 《백양판 자치통감》
  - (대만) 백양 역 (1993년 3월). 〈낭호곡(狼虎谷)〉. 《현대어문판 자치통감》 [백양판 자치통감 (62) 낭호곡] (중국어) (62) 1판. 북경: 중국우의출판공사(中國友誼出版公司). ISBN 7-5057-0027-8.
  - (대만) 백양 역 (1993년 4월). 〈대흑암(大黑暗)〉. 《현대어문판 자치통감》 [백양판 자치통감 (64) 대암흑] (중국어) (64) 1판. 북경: 중국우의출판공사(中國友誼出版公司). ISBN 7-5057-0203-3.
- 오정섭(吳廷燮) (1980년 8월). 《당방진연표(唐方鎭年表)》. 이십사사연구자료총간(二十四史硏究資料叢刊) (중국어) 1판. 북경: 중화서국. ISBN 957-32-1424-5.
- 욱현호(郁賢皓) (2000년 1월). 《당자사고전편(唐刺史考全篇)》 (중국어) 1판. 합비: 안휘대학출판사. ISBN 7-81052-265-5.

| 전임 희실(憘實) | 검중도관찰사 888년 ~ 890년 | 후임 (무태군절도사로 승격) |

| 전임 (검중도관찰사에서 승격) | 무태군절도사 890년 ~ 896년 | 후임 조무(趙武) |